# В помощь родителям и воспитателям
«В помощь родителям и воспитателям» — приложение при ежемесячном детском журнале для семьи и начальной школы на русском языке «Мирок», выходившее в Москве в 1906 году. Периодичность 5 книг в год.
Представлял собой периодический указатель новых книг по семейному и школьному воспитанию и обучению, для детского чтения, по детской гигиене, физическому воспитанию, ручному труду и наглядным учебным пособиям, издающийся детском журнале «Мирок».
Редактор Вл. А. Попов. Издатель М. М. Кожевников.

## Описание
Размер 18 см, объём 24 с.
1906 [№ 1] — № 2-5.